# Aglymbus
Aglymbus es un género de coleópteros adéfagos de la familia Dytiscidae. 

## Especies
Especies incluidas:
- Aglymbus bimaculatus	Resende & Vanin 1991
- Aglymbus brevicornis
- Aglymbus bromeliarum	Scott 1912
- Aglymbus elongatus	Kolbe
- Aglymbus eminens	(Kirsch 1873)
- Aglymbus festae	(Griffini 1899)
- Aglymbus formosulus	Guignot 1956
- Aglymbus gestroi	Sharp 1882
- Aglymbus gestroi
- Aglymbus instriolatus	Zimmermann 1923
- Aglymbus janeiroi	Nilsson 2001
- Aglymbus johannis	Wewalka 1982
- Aglymbus laevis
- Aglymbus mathaei	Wewalka 1982
- Aglymbus milloti	Guignot 1959
- Aglymbus multistriatus	Nilsson 1991
- Aglymbus optatus
- Aglymbus pallidiventris	Aube
- Aglymbus pilatus	Guignot 1950
- Aglymbus strigulifer	Guignot 1955
- Aglymbus subsignatus	Guignot 1952